# Списък на реките в Уайоминг
Списъкът на реките в Уайоминг включва основните реки, които текат в щата Уайоминг, Съединените американски щати.
Големият континентален вододел разделя щата. Югозападната и крайната западна част на щата се отводняват чрез реките Колорадо и Колумбия в Тихия океан, докато останалата част се отводнява в Мексиканския залив чрез реките Мисури и Мисисипи. Най-крайния югозападен ъгъл на щата попада във вътрешния водосборен басейн на Големия басейн. Тази част се отводнява посредством Беър Ривър в Голямото солено езеро. Големият континентален вододел поражда образуването на област в южната част на щата като вътрешен водосборен басейн, който е ограничен от реките Битър Крийк, Суитуотър и Норд Плейт.

## По водосборен басейн

### Мексикански залив
Речна система на Мисисипи
- Мисури
  - Плейт Ривър (Небраска)
    - Норд Плейт
      - Медисин Боу Ривър
      - Суитуотър
      - Ларами
      - Хорс Крийк

    - Саут Плейт
      - Лоджпоул Крийк

  - Литъл Мисури
  - Шайен
    - Бел Фурш
    - Лайтнинг Крийк

  - Ниобрара
  - Йелоустоун
    - Кларкс Форк Йелоустоун
    - Паудър Ривър
      - Крейзи Уоман Крийк
      - Норд Форк
      - Саут Форк
      - Клеър Крийк

    - Тонг
    - Бигхорн
      - Литъл Бигхорн
      - Ноууд Ривър
      - Шошони Ривър
      - Грейбул
      - Уинд Ривър
        - Литъл Уинд Ривър
          - Попо Аги Ривър

### Тихи океан
Речна система на Колорадо
- Грийн Ривър
  - Биг Санди Ривър
  - Блекс Форк
    - Смит Форк
    - Неймс Форк

  - Битър Крийк
  - Ню Форк Ривър
  - Мъди Крийк

Речна система на Колумбия
- Снейк Ривър

### Голям басейн
Голямо солено езеро
- Беър Ривър

## По азбучен ред
- Бел Фурш
- Беър Ривър
- Биг Санди Ривър
- Бигхорн
- Битър Крийк
- Блекс Форк
- Грейбул
- Грийн Ривър
- Йелоустоун
- Клеър Крийк
- Кларкс Форк Йелоустоун
- Крейзи Уоман Крийк
- Лайтнинг Крийк
- Ларами
- Литъл Бигхорн
- Литъл Мисури
- Литъл Уинд Ривър
- Лоджпоул Крийк
- Медисън Боу Ривър
- Мисури
- Мъди Крийк
- Неймс Форк
- Ниобрара
- Норд Плейт
- Ноууд Ривър
- Ню Форк Ривър
- Паудър Ривър
- Попо Аги Ривър
- Саут Плейт
- Смит Форк
- Снейк Ривър
- Суитуотър
- Тонг
- Уинд Ривър
- Шайен